# Enter the Grave
Enter the Grave è un album musicale di genere thrash metal del gruppo britannico Evile. È stato registrato nel 2007 in Danimarca, negli Sweet Silence Studios di Copenaghen.

## Tracce
1. Enter The Grave - 4:31
2. Thrasher - 3:09
3. First Blood - 4:20
4. Man Against Machine - 6:22
5. Burned Alive - 5:55
6. Killer From The Deep - 4:59
7. We Who Are About To Die - 7:44
8. Schizophrenia - 4:18
9. Bathe In Blood - 6:23
10. Armoured Assault - 5:38
11. Darkness Shall Bring Death (Demo) - Japanese Bonus Track
12. Sacrificial (Demo) - Japanese Bonus Track

## Formazione
- Matt Drake - voce, chitarra
- Ol Drake - chitarra
- Mike Alexander - basso
- Ben Carter - batteria